# Anna Terlecka
Anna Terlecka z Schugtów (ur. 1810 na Rusi Czerwonej, zm. 2 lutego 1835 w Krakowie, ps. Anna z Krakowa) – polska poetka.
Wywarła pewien wpływ na twórczość m.in. Edmunda Wasilewskiego, który był gościem salonu literackiego jej ojca, Hermana Schugta (profesora literatury starożytnej na Uniwersytecie Jagiellońskim). Większość jej wierszy ukazała się pośmiertnie w almanachu Sławianin w latach 1837-1839. W rękopisach zachowały się m.in. próby dramatyczne i powieściowe. Wiersz Żegnaj, miasto, Kraków stary, śpiewany był przez mieszkańców Krakowa wyruszających do udziału w powstaniu listopadowym.